# Élection partielle québécoise d'octobre 2017
L'élection partielle québécoise d'octobre 2017 se déroule le 2 octobre 2017 dans la circonscription électorale provinciale de Louis-Hébert pour combler le poste de député laissé vacant par la démission de Sam Hamad le 27 avril 2017.

## Contexte

### Déclenchement
Sam Hamad, député depuis les élections de 2003, a solidifié l'ancrage du Parti libéral du Québec dans la circonscription. Nommé président du Conseil du trésor du Québec le 28 janvier 2016, il quitte le gouvernement le 2 avril 2016 à la suite de l'ouverture d'une enquête du Commissaire à l'éthique de l'Assemblée nationale, après des révélations obtenues par l'équipe d'Enquête de Radio-Canada. Il démissionne de son mandat quelques jours plus tard, affirmant que cela n'a rien à voir avec l'affaire : « Ça fait 14 ans que je suis en politique, j’ai fait le tour du jardin. Avant la politique, il y a la vie, et après la politique il y a la vie. [...] n’y aucune raison dans les médias aujourd’hui qui m’ont poussé à prendre cette décision ».
Les Résultats électoraux de la circonscription indiquent une tendance libérale confirmée sur trente ans mais ayant déjà versé vers le Parti québécois. De l'avis général des commentateurs, c'est cependant une lutte entre le Parti libéral du Québec et la Coalition avenir Québec qui est à suivre ici. Les autres partis n'ont pas passé les 5% en 2014.

### Candidatures
Le Parti libéral du Québec avait investi comme candidat Éric Tétrault, président des Manufacturiers et exportateurs du Québec, ancien chroniqueur politique pour La Presse canadienne et ancien directeur de la coordination des communications au Cabinet du premier ministre Jean Charest. François Legault dénonce un parachutage, le candidat habitant à Montréal, et révèle que la Coalition avenir Québec l'avait auditionné pour être candidat lors des précédentes élections générales. Toutefois, le 6 septembre, accusé d'avoir harcelé psychologiquement deux femmes et intimidé des employés quand il était directeur des affaires publiques chez ArcelorMittal, Tétrault annonce qu'il retire sa candidature. Le 9 septembre, le PLQ annonce Ihssane El Ghernati, ancienne attachée politique de Sam Hamad, comme nouvelle candidate.
La Coalition avenir Québec avait d'abord présenté Normand Sauvageau, récent retraité de la Banque Scotia, où il a œuvré pendant 40 ans, ancien directeur de succursale de Place Québec et chef d’équipe pour l’est de la province. Militant caquiste de longue date, il s'agit de sa première candidature. Cependant, le 6 septembre La Presse dévoile que son départ de la Banque Scotia se serait fait de manière abrupte, à cause de la façon dont il aurait traité certains employés. Il annonce alors le jour même se retirer de la course. La CAQ présente le lendemain sa nouvelle candidate : Geneviève Guilbault, ancienne attachée de presse au cabinet du ministre libéral de la Sécurité publique Jacques Dupuis, ayant acquis une notoriété comme directrice des communications du Bureau du coroner lors des événements tragiques de l'Isle-Verte et de Lac-Mégantic.
Le Parti québécois axe lui sa campagne sur la lutte contre l'oléoduc Énergie Est et présente Normand Beauregard, fonctionnaire formé en biologie se présentant comme « l’un des principaux artisans de la première politique québécoise sur la gestion des matières résiduelles » et ayant également participé à l’élaboration et à l’application de la Loi sur le développement durable.
Québec solidaire et Option nationale, malgré leurs discussions sur un processus de fusion, présentent chacun un candidat. Option nationale fait le choix de Martin Saint-Louis, « un ouvrier qui a une voix originale » selon Sol Zanetti, et Québec solidaire présente Guillaume Boivin, avocat déjà candidat dans la circonscription en 2014, où il avait alors obtenu 4,94 %. Il a aussi été candidat dans La Peltrie en 2007 et 2008.
Au titre des partis jamais représentés à l'Assemblée nationale, le Nouveau Parti démocratique du Québec se présente à sa première élection depuis la recréation du parti en 2014 et présente Denis Blanchette, président du parti et ancien député fédéral néodémocrate de la circonscription Louis-Hébert. Le Parti conservateur du Québec présente présente Sylvie Asselin, jusqu'alors directrice du bureau de comté de Joël Godin, député fédéral conservateur de Portneuf-Jacques-Cartier. Comme à de nombreuses autres partielles de la mandature, le Parti vert du Québec est représenté par son chef Alex Tyrrell. L'Équipe autonomiste présente Jean-Luc Rouckout.

## Résultats
- Nombre de bureaux de vote : 152
- Taux de participation : 52,44 % des 45 540 électeurs
- Bulletins valides : 23 690 (99,2 %)
- Bulletins rejetés : 190 (0,8 %)

|                                                                                               | Nom                 | Parti              | Nombre de voix | %      | Maj.  |
| --------------------------------------------------------------------------------------------- | ------------------- | ------------------ | -------------- | ------ | ----- |
|                                                                                               | Geneviève Guilbault | Coalition avenir   | 12 091         | 51 %   | 7 658 |
|                                                                                               | Ihssane El Ghernati | Libéral            | 4 433          | 18,7 % | -     |
|                                                                                               | Normand Beauregard  | Parti québécois    | 3 852          | 16,3 % | -     |
|                                                                                               | Guillaume Boivin    | Québec solidaire   | 1 235          | 5,2 %  | -     |
|                                                                                               | Sylvie Asselin      | Conservateur       | 976            | 4,1 %  | -     |
|                                                                                               | Alex Tyrrell        | Vert               | 487            | 2,1 %  | -     |
|                                                                                               | Denis Blanchette    | NPD Québec         | 319            | 1,3 %  | -     |
|                                                                                               | Vincent Bégin       | Indépendant        | 215            | 0,9 %  | -     |
|                                                                                               | Martin St-Louis     | Option nationale   | 61             | 0,3 %  | -     |
|                                                                                               | Jean-Luc Rouckout   | Équipe autonomiste | 18             | 0,1 %  | -     |
| Total                                                                                         | Total               | Total              | 23 687         | 100 %  |       |
| Le taux de participation lors de l'élection était de 52,4 % et 190 bulletins ont été rejetés. |                     |                    |                |        |       |